# Trượt băng tốc độ tại Thế vận hội Mùa đông 2018 - Đuổi bắt đồng đội nữ
Nội dung đuổi bắt đồng đội nữ của môn trượt băng tốc độ tại Thế vận hội Mùa đông 2018 diễn ra vào ngày 19 và 21 tháng 2 năm 2018 tại Gangneung Oval ở Gangneung.

## Kỷ lục
Các kỷ lục thế giới, Olympic và của đường đua trước giải đấu như sau:
| Kỷ lục thế giới  | Nhật Bản · Miho Takagi · Ayano Sato · Nana Takagi          | 2:50.87 | Thành phố Salt Lake, Hoa Kỳ | 8 tháng 12 năm 2017 |
| Kỷ lục Olympic   | Hà Lan · Marrit Leenstra · Jorien ter Mors · Ireen Wüst    | 2:58.05 | Sochi, Nga                  | 22 tháng 2 năm 2014 |
| Kỷ lục đường đua | Hà Lan · Marrit Leenstra · Ireen Wüst · Antoinette de Jong | 2:55.85 |                             | 10 tháng 2 năm 2017 |

Các kỷ lục được thiết lập mới tại đại hội:
| Ngày       | Quốc gia    | Tên                                           | Quốc gia | Thời gian | Kỷ lục                   |
| ---------- | ----------- | --------------------------------------------- | -------- | --------- | ------------------------ |
| 19 tháng 2 | Tứ kết 1    | Marrit Leenstra Ireen Wüst Antoinette de Jong | Hà Lan   | 2:55.61   | OR WB (mực nước biển) TR |
| 21 tháng 2 | Chung kết A | Miho Takagi Ayano Sato Nana Takagi            | Nhật Bản | 2:53.89   | OR WB (mực nước biển) TR |

OR = kỷ lục Olympic, TR = kỷ lục đường đua

## Kết quả

### Tứ kết
| Hạng | Nhóm | Quốc gia   | Tên                                                         | Thời gian      | Ghi chú     |
| ---- | ---- | ---------- | ----------------------------------------------------------- | -------------- | ----------- |
| 1    | 1    | Hà Lan     | Antoinette de Jong Marrit Leenstra Ireen Wüst               | 2:55.61 OR, TR | Bán kết 1   |
| 2    | 2    | Nhật Bản   | Ayano Sato Miho Takagi Nana Takagi                          | 2:56.09        | Bán kết 2   |
| 3    | 3    | Canada     | Ivanie Blondin Josie Morrison Isabelle Weidemann            | 2:59.02        | Bán kết 2   |
| 4    | 4    | Hoa Kỳ     | Heather Bergsma Brittany Bowe Mia Manganello                | 2:59.75        | Bán kết 1   |
| 5    | 2    | Trung Quốc | Han Mei Hao Jiachen Li Dan                                  | 3:00.01        | Chung kết C |
| 6    | 3    | Đức        | Roxanne Dufter Gabriele Hirschbichler Claudia Pechstein     | 3:02.65        | Chung kết C |
| 7    | 1    | Hàn Quốc   | Kim Bo-reum Noh Seon-yeong Park Ji-woo                      | 3:03.76        | Chung kết D |
| 8    | 4    | Ba Lan     | Katarzyna Bachleda-Curuś Natalia Czerwonka Luiza Złotkowska | 3:04.80        | Chung kết D |

### Bán kết
| Hạng        | Quốc gia | Tên                                              | Thời gian | Kém   | Ghi chú     |
| ----------- | -------- | ------------------------------------------------ | --------- | ----- | ----------- |
| Semifinal 1 |          |                                                  |           |       |             |
| 1           | Hà Lan   | Antoinette de Jong Lotte van Beek Ireen Wüst     | 3:00.41   |       | Chung kết A |
| 2           | Hoa Kỳ   | Heather Bergsma Mia Manganello Carlijn Schoutens | 3:07.28   | +6.87 | Chung kết B |
| Semifinal 2 |          |                                                  |           |       |             |
| 1           | Nhật Bản | Ayaka Kikuchi Miho Takagi Nana Takagi            | 2:58.94   |       | Chung kết A |
| 2           | Canada   | Ivanie Blondin Keri Morrison Isabelle Weidemann  | 3:01.84   | +2.90 | Chung kết B |

### Chung kết
| Hạng        | Quốc gia   | Tên                                                     | Thời gian | Kém   | Ghi chú |
| ----------- | ---------- | ------------------------------------------------------- | --------- | ----- | ------- |
| Chung kết A |            |                                                         |           |       |         |
| 1           | Nhật Bản   | Ayano Sato Miho Takagi Nana Takagi                      | 2:53.89   |       | OR, TR  |
| 2           | Hà Lan     | Antoinette de Jong Marrit Leenstra Ireen Wüst           | 2:55.48   | +1.59 |         |
| Chung kết B |            |                                                         |           |       |         |
| 3           | Hoa Kỳ     | Heather Bergsma Brittany Bowe Mia Manganello            | 2:59.27   |       |         |
| 4           | Canada     | Ivanie Blondin Josie Morrison Isabelle Weidemann        | 2:59.72   | +0.45 |         |
| Chung kết C |            |                                                         |           |       |         |
| 5           | Trung Quốc | Hao Jiachen Li Dan Liu Jing                             | 3:00.04   |       |         |
| 6           | Đức        | Roxanne Dufter Gabriele Hirschbichler Claudia Pechstein | 3:04.67   | +4.63 |         |
| Chung kết D |            |                                                         |           |       |         |
| 7           | Ba Lan     | Karolina Bosiek Natalia Czerwonka Luiza Złotkowska      | 3:03.11   |       |         |
| 8           | Hàn Quốc   | Kim Bo-reum Noh Seon-yeong Park Ji-woo                  | 3:07.30   | +4.19 |         |